# Jezioro Somińskie
Jezioro Somińskie (kaszb. Somińsczé Jezoro) – przepływowe jezioro wytopiskowe położone na Równinie Charzykowskiej w obrębie Kaszub Południowych (na obszarze powiatów bytowskiego i chojnickiego, województwa pomorskiego). Somińskie zajmuje powierzchnię 433,1 ha i jest otoczone lasami Zaborskiego Parku Krajobrazowego. Jezioro pełni przede wszystkim funkcje rekreacyjno-turystyczne. Miejscowości nadjeziorne to Sominy, Peplin i Skoszewo. Przez jezioro przepływa rzeka Zbrzyca będąca szlakiem kajakowym.